# Kanton Orbec
Kanton Orbec (fr. Canton d'Orbec) byl francouzský kanton v departementu Calvados v regionu Dolní Normandie. Skládal se z 19 obcí, zrušen byl v roce 2015.

## Obce kantonu
- Cernay
- Cerqueux
- Familly
- Friardel
- Meulles
- Orbec
- Préaux-Saint-Sébastien
- Saint-Cyr-du-Ronceray
- Saint-Denis-de-Mailloc
- Saint-Julien-de-Mailloc
- Saint-Martin-de-Bienfaite-la-Cressonnière
- Saint-Martin-de-Mailloc
- Saint-Pierre-de-Mailloc
- Tordouet
- La Chapelle-Yvon
- Courtonne-les-Deux-Églises
- La Croupte
- La Folletière-Abenon
- La Vespière